# حقوق الإنسان في الولايات المتحدة

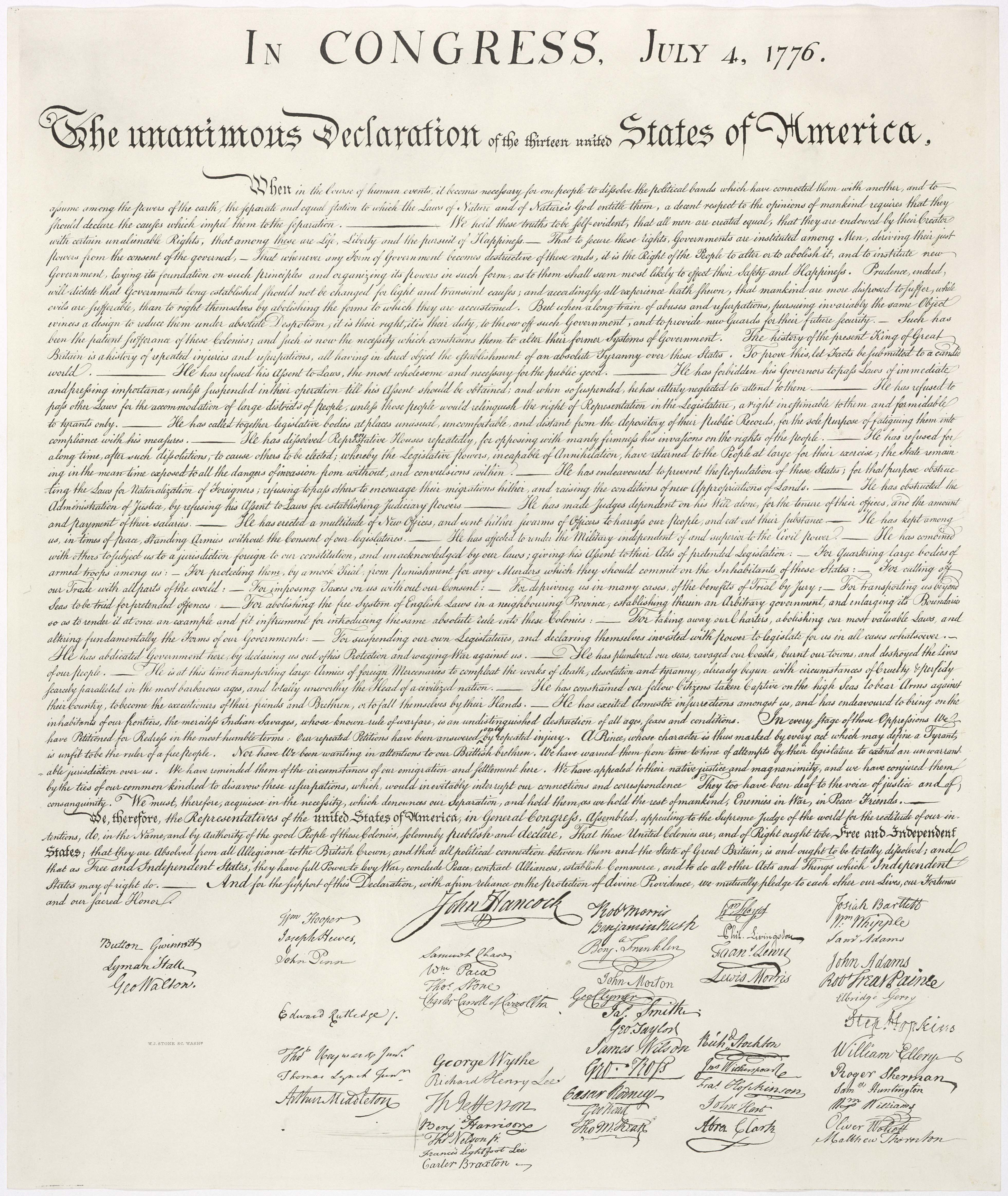

تنطوي حقوق الإنسان في الولايات المتحدة على سلسلة من الحقوق التي يحميها دستور البلاد قانونياً، بما في ذلك التعديلات، دساتير الولايات، الممنوحة بموجب معاهدة، والقانون الدولي العرفي، ويتم سنها تشريعياً من خلال مجلس الشيوخ، والهيئات التشريعية للولايات، واستفتاءات الولايات ومبادرات المواطن. تتمتع المحاكم الفيدرالية في الولايات المتحدة بالولاية القضائية على القانون الدولي لحقوق الإنسان باعتباره مسألة فيدرالية، الناشئ بموجب القانون الدولي، والذي هو جزء من قانون الولايات المتحدة.
ضمنت الحكومة الفيدرالية للولايات المتحدة، من خلال دستور مُصدق عليه، حقوقاً غير قابلة للتصرف لمواطني البلاد، وبدرجة ما، لغير المواطنين. تطورت هذه الحقوق بمرور الوقت من خلال التعديلات الدستورية، مدعومةً بالتشريعات والسوابق القضائية. جنباً إلى جنب مع الحقوق نفسها، توسع محيط السكان الممنوحين هذه الحقوق مع مرور الوقت. واليوم، تتمتع الولايات المتحدة مجتمعٍ مدني نابض بالحياة وحماية دستورية قوية للعديد من الحقوق المدنية والسياسية.
في عدد من قضايا حقوق الإنسان، تعرضت الولايات المتحدة لانتقادات دولية لسجلها في مجال حقوق الإنسان، بما في ذلك توفيرها أقل حمايةٍ للعاملين في معظم الدول الغربية، وسجن المدينين، وتجريم التشرد والفقر، واقتحام خصوصية مواطنيها من خلال برامج المراقبة،  ووحشية الشرطة، وحصانة الشرطة،  وحبس المواطنين من أجل الربح، وإساءة معاملة السجناء واليافعين في نظام السجون، وامتلاكها أطول فترات السجن في العالم، وكونها آخر بلد غربي تحكم بعقوبة الإعدام، وانتهاكات حقوق المهاجرين غير الشرعيين،  بمن فيهم الأطفال،  وتسهيل إرهاب الدولة  والدعم المستمر للديكتاتوريين الأجانب الذين يرتكبون انتهاكات (بما في ذلك الإبادات الجماعية)، وحالات الاختفاء القسري، وعمليات الترحيل الاستثنائية للوطن، والاعتقالات خارج نطاق القضاء، وتعذيب السجناء في معتقل غوانتانامو والمواقع السوداء، وعمليات القتل المستهدف خارج نطاق القضاء.
يمنح بعض المراقبين الولايات المتحدة علامات عالية إلى عادلة في مستوى حقوق الإنسان، بينما يتهمها آخرون بنمط مستمر من انتهاكات حقوق الإنسان.

## خلفية تاريخية
تشكلت أول منظمة لحقوق الإنسان في المستعمرات الثلاثة عشر لأمريكا البريطانية، المكرسة لإلغاء العبودية، من قبل أنتوني بينزيت في عام 1775. وبعد مرور عام، تم الإعلان عن استقلال المستعمرات الثلاث عشرة لتصبح ولايات مستقلة، ولم تعد جزءًا من الإمبراطورية البريطانية. نصّ الإعلان على "أنّ جميع الناس قد خُلقوا متساوين، وأنّ خالقهم منحهم بعض الحقوق غير القابلة للتصرف، ومن بينها الحياة والحرية والسعي وراء السعادة." تفترض هذه النظرة إلى الحريات الإنسانية، التي نشأت عن التنوير الأوروبي، أنّ الحقوق الأساسية لا تُمنح من قِبل كائن إلهي أو خارق للطبيعة إلى الملوك الذين يمنحونها بعد ذلك إلى رعاياهم، بل تُمنح من قِبل كائن إلهي أو خارق للطبيعة لكل رجل (ولكن ليس كلّ امرأة) وهي غير قابلة للتصرف ومضمونة.
بعد حرب الثورة، مرّت المستعمرات الثلاثة عشر السابقة بمرحلة ما سبقت تشكيل الحكومة لأكثر من عقد من الزمن، مع الكثير من النقاش حول طبيعة الحكومة التي سيشكلونها. أنشأ دستور الولايات المتحدة، الذي تم تبنيه في عام 1787 من خلال التصديق على اتفاقيات وطنية في المستعمرات، جمهورية تضمن العديد من الحقوق والحريات المدنية. ومع ذلك، فإنها لم تمنح حقّ التصويت في الولايات المتحدة إلا لأصحاب الأملاك الذكور البيض (حوالي 6 ٪ من السكان). أشار الدستور إلى «الأشخاص،» وليس «الرجال» كما كان مستخدماً في إعلان الاستقلال، وحذف أي إشارة إلى التوهمات الخارقة للطبيعة (مثل «الخالق» أو «الله») وأي سلطة مستمدة منها. وسمح بـ «التأكيد» بدلاً من «اليمين» إذا كان ذلك مفضلاً. وهكذا، ألغى الدستور أي شرط لمنح حقوق الإنسان من قبلٍ كائنٍ خارق وأكد أنها حقّ للجميع (الرجال والنساء على نحو مفترض، وربما الأطفال، على الرغم من أنّ التمييز التنموي بين الأطفال والبالغين أثار قضايا وكان موضوع تعديلات دستورية لاحقة، كما هو موضح أدناه). ربما نشأت بعض هذه المفاهيم من شريحة الكويكر (جمعية الأصدقاء الدينية) الهامة من السكان في المستعمرات، وخاصة في وادي ديلاوير، وآرائهم الدينية بأنّ جميع البشر، بغض النظر عن الجنس أو العمر أو العرق أو غيرها من الخصائص، لديهم نفس نور الإيمان الداخلي. أثرت جمعية الكويكر وآراء أفرادها على صياغة الدستور والتصديق عليه، من خلال التأثير المباشر من قبل بعض واضعي الدستور، مثل جون ديكنسون وتوماس ميفلين، اللذان كانا إما من أعضاء جمعية كويكر أو نشآ من مناطق أسستها جمعية كوير أو كانت مكتظة بسكان من أعضائها.
في ما يتعلق بقرار إنهاء العبودية، تم التغلب بالتصويت على ديكينسون وميفلين وغيرهم من واضعي الدستور الذين اعترضوا عليها، ومع ذلك، فإن الدستور الأصلي سمح بالعبودية (دون ذكر العرق أو أي سمة أخرى من سمات العبد)، ومن خلال تسوية الثلاثة أخماس، اعتبر الدستور العبد (الذين لم يتم تعريفه حسب العرق) على أنه يُمثل ثلاثة أخماس الشخص الحر لأغراض توزيع الضرائب والتمثيل في مجلس النواب (على الرغم من أنّ العبيد أنفسهم تعرضوا للتمييز في التصويت لصالح هؤلاء الممثلين).
مع بدء سريان الدستور الجديد، أدى القلق بشأن الحريات الفردية وتركيز السلطة على المستوى الفدرالي، إلى تعديل الدستور من خلال اعتماد وثيقة الحقوق، التعديلات العشرة الأولى في الدستور. ومع ذلك، كان لذلك تأثير ضئيل على الأحكام الصادرة عن المحاكم لأول 130 سنة بعد التصديق.
في ستينيات القرن التاسع عشر، بعد عقود من النزاع حول ممارسة العبودية المستمرة في الولايات الجنوبية، وحظر الولايات الشمالية لها، خاضت البلاد الحرب الأهلية، وفي أعقاب ذلك، تم تعديل الدستور لحظر العبودية وحظر منع بعض الولايات للحقوق الممنوحة في الدستور. وكان من بين هذه التعديلات التعديل الرابع عشر، الذي تضمن فقرة المساواة في الحماية التي منعت المحاكم والولايات في تضييق المعنى الإنساني للـ «أشخاص.» بعد تبني التعديل الرابع عشر لدستور الولايات المتحدة، قامت سوزان ب. أنتوني، مدفوعةً بلغة الحماية المتساوية في الدستور، بالتصويت. لكن تم محاكمتها بسبب هذا الأمر، وواجهت قراراً قضائياً صادراً عن محكمةٍ تعجّ بالكامل بالرجال مفاده أنّ النساء لم يكنّ «أشخاصاً؛» فرضت المحكمة غرامة عليها ولكن لم يتم جمعها.
بعد خمسين عاماً، في عام 1920، تم تعديل الدستور مرة أخرى، هذه المرة مع التعديل التاسع عشر الذي يحظر بشكل قاطع التمييز ضد حق المرأة في التصويت.
في سبعينيات القرن العشرين، أصدرت محكمة برغر سلسلة من الأحكام توضح أنّ التمييز ضد النساء في حالة كونهنّ أشخاصاً ينتهك الدستور، وأقرت بأنّ الأحكام السابقة المُعارضة لذلك والصادرة عن المحاكم كانت حالات خاصة وتُمثل إساءة استخدام السلطة.
شهدت فترة السبعينيات أيضاً اعتماد التعديل السادس والعشرين، الذي يحظر التمييز على أساس السن، للأشخاص الذين تبلغ أعمارهم 18 عاماً أو أكثر، في حق التصويت. تمت معالجة معظم المحاولات الأخرى لمعالجة التمييز التنموي بين الأطفال والبالغين في حالة الشخص وحقوقه، من قِبل المحكمة العليا، وفي 2012، اعترفت المحكمة في قضية ميلر ضد ألاباما بمبدأ سياسي وبيولوجي مفاده أنّ الأطفال يختلفون عن البالغين.